# Elewator zbożowy w Gdyni
Elewator zbożowy w Gdyni – zabytkowy spichlerz przy Nabrzeżu Indyjskim w gdyńskim porcie.

## Historia
Został zbudowany w latach 1935–1937 według projektu Michała Paszkowskiego i Bolesława Szmidta. Budynek należał do spółki utworzonej przez Bank Polski. Wykorzystywany był w obsłudze eksportu i importu oraz do uszlachetniania zboża. W czasie okupacji wojennej użytkowany przez Niemców. Po II wojnie światowej odbudowany, administrowany przez Społem oraz Polskie Zakłady Zbożowe, obsługiwał głównie import zbóż. W latach 80. przejął znaczną część polskiego eksportu. W 1990 obiekt został wpisany do rejestru zabytków. W 1992 został własnością Bałtyckiego Terminalu Zbożowego. Od maja 1992 do wiosny 2001 w trzech etapach zmodernizowano kompleks elewatora. Przebudowano wyposażenie techniczne oraz zbudowano nowe silosy i magazyny podłogowe, co zwiększyło pojemność kompleksu do 52 tys. ton. W latach 2004–2005 elewacja budynku przeszła generalny remont.

## Charakterystyka obiektu
Na elewator składają się 41-metrowa centralna wieża oraz dwa 30-metrowe boczne skrzydła. W wieży mieszczą się pomieszczenia do oczyszczania i sortowania zboża oraz klatka schodowa. Skrzydła boczne zawierają magazyny do składowania zboża o pojemności 10 tys. ton. Łączna kubatura obiektu wynosi 45 tys. m³.